# Ролеркостер
Ролеркостер (енгл. roller coaster) врста је конструкције у облику воза који иде по шинама великом брзином. Садржи нагле скокове, падове и окрете и на тај начин долази до подизања адреналина, а уз то је вожња сигурна јер постоје каишеви који обезбеђују сигурну вожњу. Најчешће се налазе у забавним парковима.